# Brouwerij Cambrew
Cambrew Ltd is een Cambodjaanse brouwerij te Sihanoukville.

## Geschiedenis
De brouwerij werd in begin jaren 1960 gebouwd met Franse technologie in opdracht van de Cambodjaanse regering. Na enkele succesvolle jaren kwam de brouwerij stil te liggen door de heersende burgeroorlog in het land. Cambrew Ltd werd in 1990 opgericht en kreeg in 1991 de brouwerij in handen. Na 9 maanden wederopbouw werd de brouwerij terug operationeel. De brouwerij kende een grote groeiperiode en werd de grootste brouwerij van het land en Angkor Beer werd het populairste bier in Cambodja. In 2006 kwam 50% van de aandelen in handen van de Carlsberg-groep. De brouwerij exporteert hun bier naar Europa, Japan, Maleisië, Australië en de Verenigde Staten.

## Bieren
- Angkor Beer, blonde lager, 5%.
- Angkor Extra Stout, 8%
- Bayon Beer, 4,6%, genoemd naar de Bayontempel
- Black Panther, stout, 8%
- Klang Beer, 6%